# Pseudocalliope
Pseudocalliope är ett släkte av tvåvingar. Pseudocalliope ingår i familjen lövflugor.
Kladogram enligt Catalogue of Life:
| Pseudocalliope | \| \| Pseudocalliope eucephala \| \| \| \| \| \| Pseudocalliope flaviceps \| \| \| \| \| \| Pseudocalliope longicornis \| \| \| \| \| \| Pseudocalliope variceps \| \| \| \| |
|                | \| \| Pseudocalliope eucephala \| \| \| \| \| \| Pseudocalliope flaviceps \| \| \| \| \| \| Pseudocalliope longicornis \| \| \| \| \| \| Pseudocalliope variceps \| \| \| \| |
|                | Pseudocalliope eucephala |
|                | |
|                | Pseudocalliope flaviceps |
|                | |
|                | Pseudocalliope longicornis |
|                | |
|                | Pseudocalliope variceps |
|                | |